# Выдрица (приток Фёдоровки)
Выдрица — река в России, протекает в Нагорском районе Кировской области. Устье реки находится в 42 км по правому берегу реки Фёдоровка. Длина реки составляет 26 км, площадь водосборного бассейна 116 км².
Исток реки на Северных Увалах в лесном массиве в 30 км к северо-западу от посёлка Нагорск. Река течёт на север по ненаселённому заболоченному лесу. Впадает в Федоровку ниже деревни Комарово (Метелевское сельское поселение).

## Данные водного реестра
По данным государственного водного реестра России относится к Камскому бассейновому округу, водохозяйственный участок реки — Вятка от истока до города Киров, без реки Чепца, речной подбассейн реки — Вятка. Речной бассейн реки — Кама.
Код объекта в государственном водном реестре — 10010300212111100031198.